# Sea Isle City
Sea Isle City is een plaats (city) in de Amerikaanse staat New Jersey, en valt bestuurlijk gezien onder Cape May County.

## Demografie
Bij de volkstelling in 2000 werd het aantal inwoners vastgesteld op 2835.
In 2006 is het aantal inwoners door het United States Census Bureau geschat op 2949, een stijging van 114 (4.0%).

## Geografie
Volgens het United States Census Bureau beslaat de plaats een oppervlakte van
6,6 km², waarvan 5,7 km² land en 0,9 km² water. Sea Isle City ligt op ongeveer 7 m boven zeeniveau.

## Plaatsen in de nabije omgeving
De onderstaande figuur toont nabijgelegen plaatsen in een straal van 16 km rond Sea Isle City.